# Garfield (Colorado)
Garfield es un lugar designado por el censo ubicado en el condado de Chaffee en el estado estadounidense de Colorado. En el Censo de 2010 tenía una población de 15 habitantes y una densidad poblacional de 17,5 personas por km².

## Geografía
Garfield se encuentra ubicado en las coordenadas 38°32′57″N 106°17′22″O / 38.54917, -106.28944. Según la Oficina del Censo de los Estados Unidos, Garfield tiene una superficie total de 0.86 km², de la cual 0.86 km² corresponden a tierra firme y (0%) 0 km² es agua.

## Demografía
Según el censo de 2010, había 15 personas residiendo en Garfield. La densidad de población era de 17,5 hab./km². De los 15 habitantes, Garfield estaba compuesto por el 86.67% blancos, el 0% eran afroamericanos, el 6.67% eran amerindios, el 0% eran asiáticos, el 0% eran isleños del Pacífico, el 6.67% eran de otras razas y el 0% pertenecían a dos o más razas. Del total de la población el 13.33% eran hispanos o latinos de cualquier raza.